# Lily-Rose Depp
Lily-Rose Depp (Neuilly-sur-Seine, Párizs, 1999. május 27. –) francia-amerikai színésznő, modell és énekesnő. 
Johnny Depp és Vanessa Paradis leánya.
Színészi pályafutását 2014-ben kezdte. Első, kis szerepe az Agyar című filmben volt. Karrierjét divatmodellként folytatta, 2015 óta a francia Chanel divatház márkanagykövete.

## Magánélete
Biszexuális, Instagramon közzétett bejegyzése szerint 2023 májusa óta a 070 Shake művésznéven ismert női rapper, Danielle Balbuena párja.

## Filmográfia

### Film
| Év   | Magyar cím       | Eredeti cím                 | Szerep                        | Magyar hang    |
| ---- | ---------------- | --------------------------- | ----------------------------- | -------------- |
| 2014 | Agyar            | Tusk                        | boltos lány 2#                | Czető Zsanett  |
| 2016 | Jógamánia        | Yoga Hosers                 | Colleen Collette              | Pekár Adrienn  |
| 2016 |                  | The Dancer                  | Isadora Duncan                |                |
| 2016 | Planetárium      | Planetarium                 | Kate Barlow                   |                |
| 2018 | Nagyvadak        | Savage                      | Laura                         |                |
| 2018 | A hűséges férfi  | A Faithful Man              | Eve                           |                |
| 2019 |                  | My Last Lullaby (rövidfilm) | Paloma                        |                |
| 2019 | V. Henrik        | The King                    | Valois Katalin angol királyné | Staub Viktória |
| 2021 | Válság           | Crisis                      | Emmie Kelly                   |                |
| 2021 | Utazás a semmibe | Voyagers                    | Sela                          | Staub Viktória |
| 2021 | Csendes éj       | Silent Night                | Sophie                        | Kelemen Kata   |
| 2021 | Wolf             | Wolf                        | Cecile (vadmacska)            | Kardos Eszter  |
| 2024 | Nosferatu        | Nosferatu                   | Ellen Hutter                  | Staub Viktória |

### Televíziós sorozatok
| Év   | Magyar cím | eredeti cím | Szerep  | Megjegyzés |
| ---- | ---------- | ----------- | ------- | ---------- |
| 2023 | Az idol    | The Idol    | Jocelyn | főszereplő |